# Огопого
Огопого (англ. Ogopogo); также Нха-а-тик или Найтака (салишск. n’ha-a-tik — озёрный демон) — чудовище, согласно индейским легендам, обитающее в озере Оканаган (Британская Колумбия, Канада). По описаниям, имеет бревнообразную форму длиной четыре-шесть (иногда до девяти) метров и толщиной 40-60 сантиметров, с головой, напоминающей лошадиную или козлиную. Архивные записи о встречах с Огопого существуют с 1872 года, всего о наблюдении сообщали свыше 200 человек. 

## Огопого в индейских верованиях

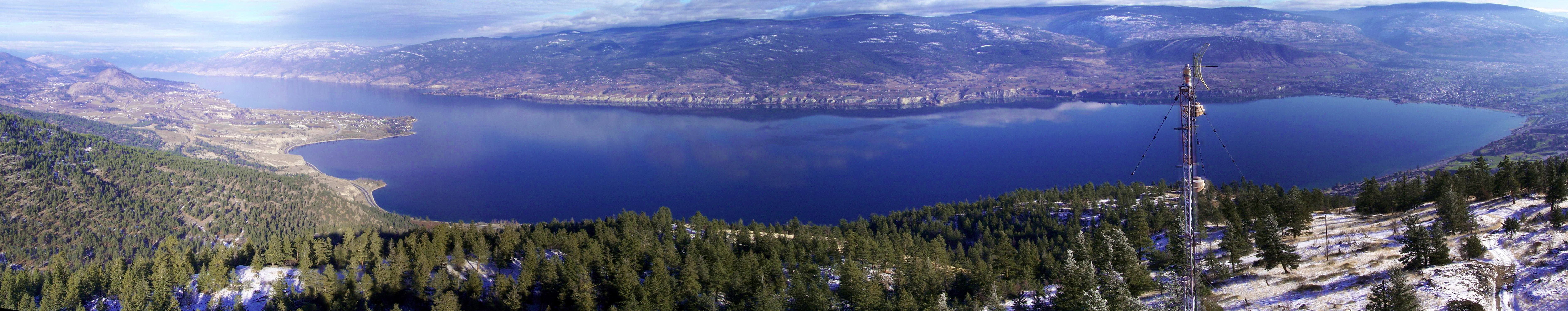
Озеро Оканаган

Согласно легендам, некий бродяга убил на берегу озера Оканаган почтенного старца и в наказание был превращён в чудовище. Исконное индейское название монстра — Нха-а-тик или Найтака (озёрный демон); имя «Огопого» придумано в 20-е годы двадцатого века и изначально было шуточным.
В районе озера сохранились петроглифические изображения чудовища. Рисунки изображают существо с длинной шеей, узким телом и четырьмя плавниками. Согласно легендам, Нха-а-тик обитает на пустынном островке Рэттлснейк и является хищником. По одной из легенд, чудовище, подняв сильную волну своим хвостом, утопило каноэ заезжего вождя Тимбаскета со всей семьёй. Согласно архивным записям, пересекая озеро, индейцы всегда брали с собой маленькое животное, чтобы сбросить его в середине пути, задабривая духа. В «Истории оканаганской миссии» сообщается, что в определённых местах озера индейцы никогда не рыбачили. Первые европейские поселенцы, в свою очередь, настолько уверовали в реальность Нха-а-тика, что даже организовали патрулирование берега в целях защиты от чудовища. В 1926 году, когда по озеру начал ходить паром, власти предполагали оснастить его средствами для отпугивания чудовища.

## Свидетельства очевидцев и съёмки
Наиболее ранние архивные упоминания о встрече белых канадцев с Нха-а-тиком относятся к 1872 году.
В 1914 году напротив острова Рэттлснейк на берег была выброшена полусгнившая туша какого-то животного с четырьмя плавниками массой примерно в 160 килограммов и длиной полтора-два метра. Вначале предполагалось, что это ламантин, но выдвигалась также гипотеза, что это было тело озёрного монстра, чья шея уже полностью сгнила.
Наиболее массовое свидетельство о встрече с озёрным монстром относится к 1926 году, когда его одновременно видели пассажиры примерно тридцати автомобилей. После этого редактор газеты Vancouver Sun написал: «Слишком много достойных людей видели его, чтобы игнорировать значимость подлинных фактов». В 1947 году Огопого одновременно наблюдали пассажиры нескольких лодок.
Сообщения о наблюдениях участились после открытия понтонного моста в милю длиной в 1958 году; многие новые сообщения приходили от людей, пересекавших этот мост.
В большинстве описаний, как указывает криптозоолог Рой Мэкел, говорится о гладком теле зеленовато-бурого или золотисто-коричневого цвета, практически без чешуи (которую упоминают только те, кто видел существо с близкого расстояния), с щетиной или гривой в районе головы.
В 1968 году Огопого был снят на плёнку Артуром Фолденом, чьи кадры считаются сторонниками версии о реальности монстра одним из наиболее убедительных доказательств в их пользу. На плёнке запечатлён некий тёмный объект, движущийся под водой. В 1989 году, по сообщению газеты Globe and Mail, канадец Кен Чаплин снял видеозапись продолжительностью три с половиной минуты, на которой можно разглядеть длинное тело, извивающееся под поверхностью воды. Существуют также многочисленные фотографии, снятые разными людьми в последние десятилетия.

## Гипотезы
Если знаменитую Несси многие считают дожившим до наших дней плезиозавром, то в отношении Огопого подобного единодушия нет. Некоторые как, например, репортёр из Келоуны Фрэнк Лиллквист, считают, что и он является плезиозавром; криптозоолог Рой Мэкел полагает, что речь идёт о примитивном ките зейглодоне, или базилозавре, которых как раз отличала змееподобная форма тела.
В то же время высказываются сомнения в возможности существования Огопого, в частности, основанные на том, что биомасса озера неспособна поддержать существование животного таких размеров. Куратор Келоунского музея Селест Ганассен указывает на сходство легенд об озёрных чудовищах у индейских племён по всей Канаде как доказательство того, что Нха-а-тик всего лишь миф.
Одно из альтернативных объяснений предполагает, что наблюдатели могли видеть выводок выдр, плывущих одна за другой, чьи спины виднелись из воды. Другие объяснения упоминают осетров и других крупных рыб, бобров, оленей и просто брёвна.

## Огопого в массовой культуре

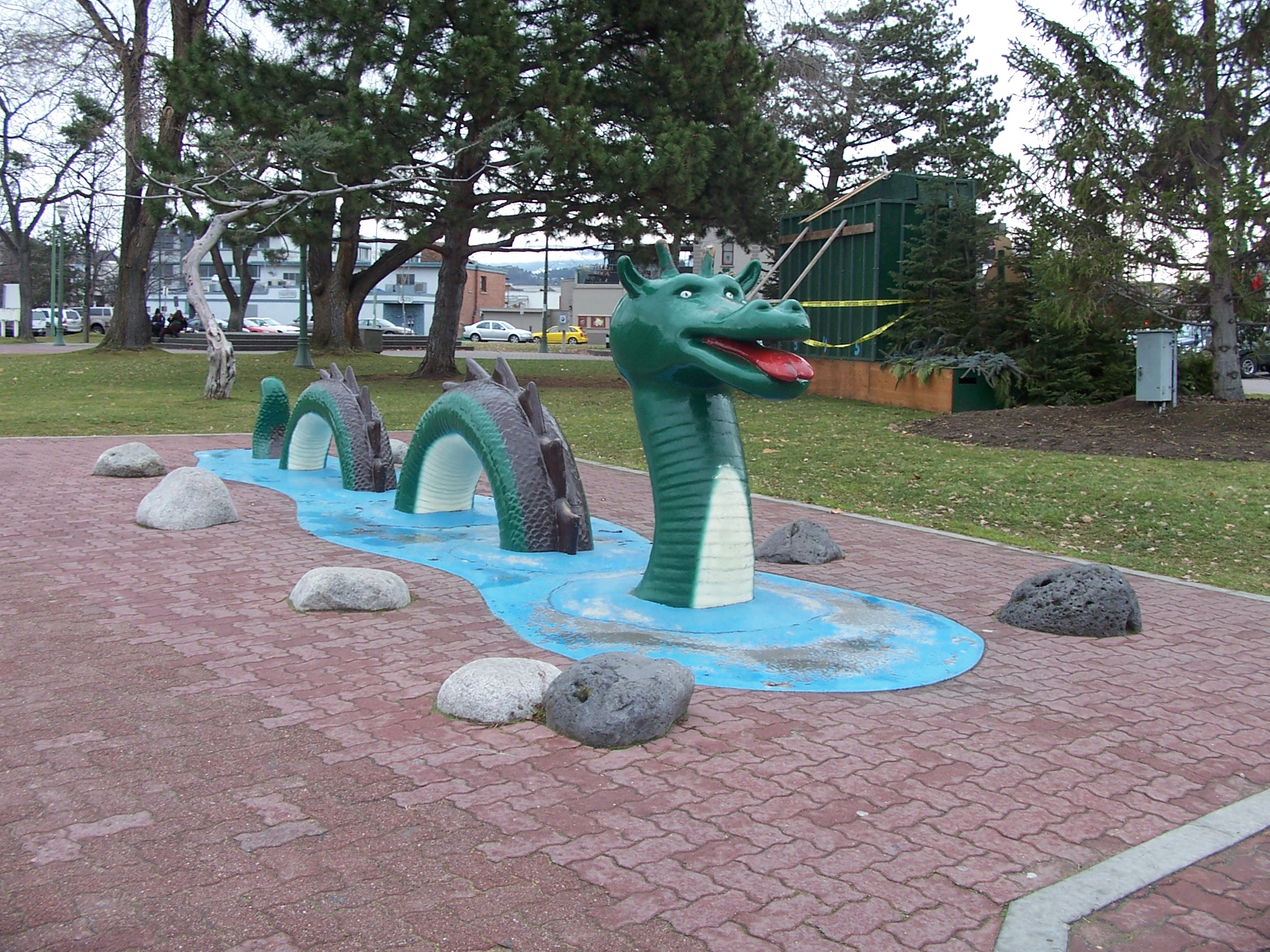
Статуя Огопого в Келоуне

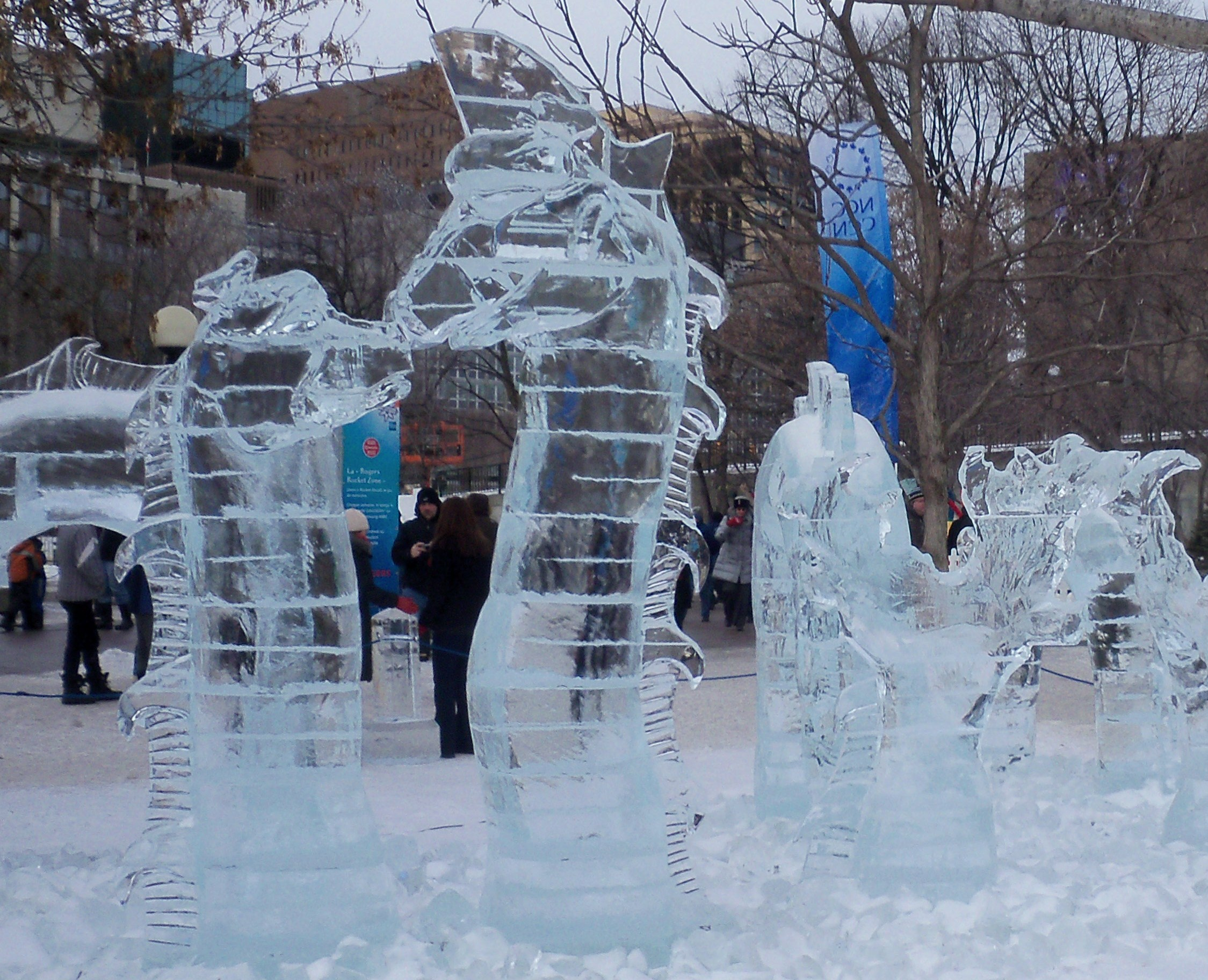
Ледяной Огопого, Оттава, 2010

В 1924 году появился фокстрот «Огопого», намекающий, что легендарный монстр был продуктом связи кита и уховёртки. Название фокстрота впоследствии стало наиболее употребительным именем для Нха-а-тика.
Родился он от брака уховертки и кита

Совсем немножко головы и чуточку хвоста.

А имя ему было — Огопого!
В 1982 году вышла детская книга Брока Талли, описывающая Огопого как нежное и любящее существо.

Герб Келоуны

Принятый в 1955 году герб города Келоуна включает в себя изображение гиппокампа, морской лошади с рыбьим хвостом, как наиболее близкое в геральдике к описаниям Огопого. Местная торговая палата учредила приз в два миллиона долларов тому, кто докажет существование Огопого. Изображение Огопого украшает эмблему местного хоккейного клуба «Kelowna Rockets». В самом городе, недалеко от берега, установлена статуя Огопого «в натуральную величину».
В 1990 году почта Канады выпустила серию из четырёх марок, посвящённых легендарным существам. На одной из марок был изображён Огопого (на трёх других — ругару, кракен и саскуотч).
Поискам Огопого были посвящены серии нескольких научно-популярных сериалов[каких?].
Во второй серии первого сезона сериала «Портал юрского периода: Новый мир» огопого считают подводной змеёй титанобоа, жившей в мезозое вместе с динозаврами и достигавшей длины в 12 метров.